# Acrolepia beardsleyi
Acrolepia beardsleyi là một loài bướm đêm thuộc họ Acrolepiidae. Nó là loài đặc hữu của Maui.
Sải cánh dài 9–10 mm.
Ấu trùng ăn các loài Nothocestrum. Chúng ăn lá nơi chúng làm tổ.